# Escudo de Marugán
El escudo de Marugán es el símbolo más importante de Marugán, municipio de la provincia de Segovia, comunidad autónoma de Castilla y León, en España. 

## Descripción
El escudo de Marugán se blasona de la siguiente manera:

«Escudo medio cortado y partido. Primero de sinople con un báculo abacial de oro, puesto en palo; cortado de azur con la cruz mozárabe llamada de Alfonso VI, en sus colores. Segundo, de gules de un acueducto de dos órdenes, mazonado de sable y puesto sobre diez peñascos de plata. Timbrado de la Corona Real Española.»
Boletín Oficial de Castilla y León nº 98/1998